# Eccles Village
Eccles Village es una villa de Trinidad y Tobago, que forma parte de las regiones de Couva-Tabaquite-Talparo y Princes Town.

## Geografía
La villa abarca parte de la isla Trinidad y limita al norte con Poonah, Corosal y White Land (Couva-Tabaquite-Talparo), al sur con Kumar Village (Princes Town), al este con Hard Bargain y Dyers Village (Princes Town) y al oeste con Ben Lomond (Princes Town).

## Demografía
Datos demográficos de la villa de Eccles Village:
| Gráfica de evolución demográfica de Eccles Village entre 2000 y 2011 |
|                                                                      |